# Calabogie
Calabogie är en ort i Kanada.   Den ligger i provinsen Ontario, i den sydöstra delen av landet, 80 km väster om huvudstaden Ottawa. Calabogie ligger 173 meter över havet.